# Tälningen
Tälningen är en sjö i Ovanåkers kommun i Hälsingland och ingår i Ljusnans huvudavrinningsområde. Sjön är 29 meter djup, har en yta på 7,3 kvadratkilometer och befinner sig 231 meter över havet. Sjön används som årsregleringsmagasin med 6,3 Mm3 magasinsvolym, med regleringsamplituden 0,90 meter och med 18 procent regleringsgrad. Den avvattnas av vattendraget Nedre Tälningsån. Största tillflödet är Övre Tälningsån.

## Delavrinningsområde
Tälningen ingår i det delavrinningsområde (679116-149686) som SMHI kallar för Utloppet av Tälningen. Medelhöjden är 254 meter över havet (sjön är dämd och vattenreglerad för kraftverksändamål nedströms) och ytan är 28,18 kvadratkilometer. Räknas de 8 avrinningsområdena uppströms in blir den ackumulerade arean 93,25 kvadratkilometer. Nedre Tälningsån som avvattnar avrinningsområdet har biflödesordning 4, vilket innebär att vattnet flödar genom totalt 4 vattendrag innan det når havet efter 107 kilometer. Avrinningsområdet består mestadels av skog (64 procent). Avrinningsområdet har 7,36 kvadratkilometer vattenytor vilket ger det en sjöprocent på 26,1 procent.